# سس کورینتس
سس کورینتس (به اسپانیایی: Sauce) یک منطقهٔ مسکونی در آرژانتین است که در بخش ساوسی واقع شده‌است. سس کورینتس ۹٬۱۱۵ نفر جمعیت دارد و ۳۶ متر بالاتر از سطح دریا واقع شده‌است.